# Marlhes
Marlhes este o comună în departamentul Loire din sud-estul Franței. În 2009 avea o populație de 1.388 de locuitori.

## Evoluția populației
| An        | 1975 | 1982  | 1990  | 1999  | 2006  | 2009  |
| --------- | ---- | ----- | ----- | ----- | ----- | ----- |
| Populație | 981  | 1.021 | 1.094 | 1.305 | 1.382 | 1.388 |